# Merionoeda apicifusca
Merionoeda apicifusca là một loài bọ cánh cứng trong họ Cerambycidae.